# Antic hospital (Ascó)
L'Antic hospital és una obra d'Ascó (Ribera d'Ebre) inclosa a l'Inventari del Patrimoni Arquitectònic de Catalunya. A la carta de població de la vila atorgada el 1615 ja hi consta aquest hospital. Va ser reedificat a mitjans del segle xix.

## Descripció
Situat al carrer de l'Hospital, al qual li dona el nom. Edifici cantoner de planta quadrangular i tres crugies. Ha estat restaurat recentment, moment en el qual s'ha refet la coberta i les finestres i s'ha arrebossat la façana. Consta de planta baixa, dos pisos i golfes i té la coberta a dues vessants amb el carener paral·lel a la façana. En un extrem del frontis hi ha un portal que denota certa antiguitat, d'arc de mig punt adovellat amb la part superior escapçada. A l'altre extrem hi ha un portal d'arc escarser adovellat, amb una orla ovalada a la clau on hi consta l'any 1846. Sobre del portal, alineada amb l'escut, hi ha una altra orla circular de pedra, amb la inscripció "SANTO HOSPITAL DE LA VILA DE ASCO". Les obertures són totes d'arc pla amb ampit motllurat. L'acabat exterior és arrebossat i pintat, i consta d'un sòcol de gres.